# اندیس دکین
دکین یک اندیس غیرفلزی است که در حوالی شهر اشتهارد استان تهران قرار دارد و مادهٔ معدنی موجود در آن، خاک صنعتی است.  